# Eufonium

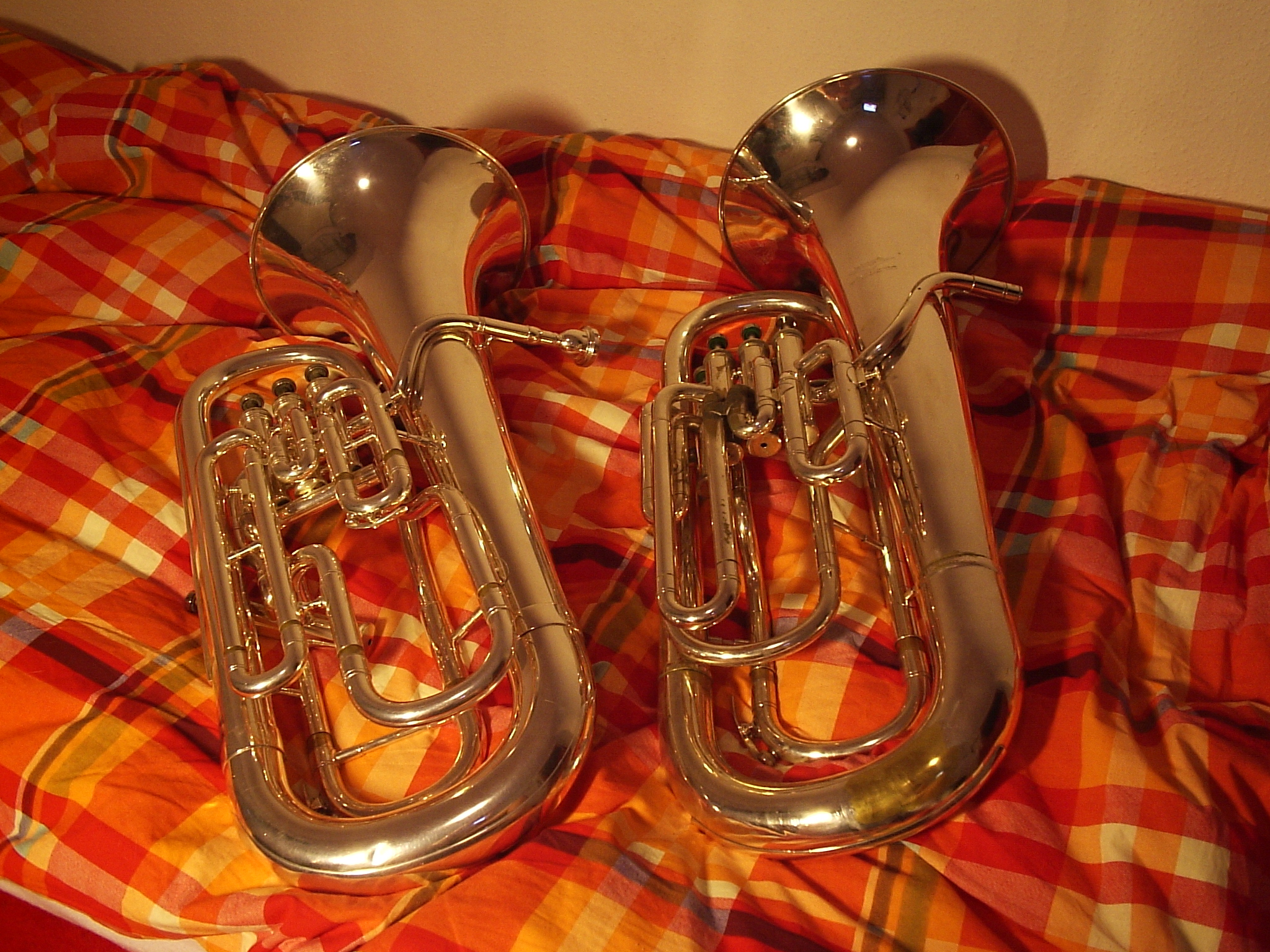
Twee eufoniums, Besson 700 en Willson.

Een eufonium of tenortuba is een koperen blaasinstrument met een toon die overeenkomsten heeft met een baritonzanger. De naam eufonium komt oorspronkelijk van het Griekse woord euphonos, wat betekent "mooiklinkend": eu (spreek uit 'ui' of 'eu') betekent "mooi" of "goed" en phonè betekent "klank" of "geluid". Bijna alle huidige eufoniums zijn uitgevoerd met drukventielen, hoewel modellen met draaiventielen nog wel bestaan.
Iemand die op een eufonium speelt wordt een eufoniumspeler genoemd.

## Eigenschappen
Het eufonium behoort tot de tubafamilie en wordt gestemd in bes of c. De charme van het eufonium is zijn zachte klank. Hij heeft als voordeel dat hij dankzij zijn vierde ventiel, ook wel kwartventiel genoemd, een kwart lager kan spelen, maar ook zeer gemakkelijk hoge noten haalt.
De eufonium behoort tot de standaardbezetting van het harmonie- en het fanfareorkest en van de brassband. In een conventionele brassband zitten een solo-instrument en een tweede eufonium. Het instrument speelt een belangrijke partij en moet vaak solistische passages spelen, maar kan evenzeer begeleidend spelen. Incidenteel wordt het eufonium toegepast in een symfonieorkest.

## Verschil met de bariton
Een gelijksoortig instrument is de tenorsaxhoorn of bariton, die echter behoort tot een andere instrumentenfamilie, die van de saxhoorns. Het eufonium heeft drie of vier ventielen, de bariton meestal drie, al bestaan er ook exemplaren met vier ventielen.
Het eufonium en de bariton lijken sterk op elkaar, maar zijn toch verschillend qua klank en functies. Een eufonium klinkt zwaarder, ronder en voller door zijn conische boring: die loopt taps toe van de klankbeker naar het mondstuk. De bariton daarentegen heeft een cilindrische boring.
Een eufonium is vaak fysiek wat groter dan een bariton doordat conische buizen niet gemakkelijk dicht op elkaar gesoldeerd kunnen worden. Ook vraagt een eufonium door de conische boring meer lucht. De stembuis van het eufonium past maar in één richting wegens zijn verbredende vorm, terwijl die van de bariton in beide richtingen gestoken kan worden.
Een bariton wordt meestal door beginnende muzikanten bespeeld, na een paar jaar krijgen ze vaak een eufonium van de vereniging. Tijdens het lopend spelen heeft een bariton door zijn kleinere gewicht wat voordeel.

## Compensatie
Stemmingsproblemen die ontstaan bij het indrukken van meerdere ventielen kunnen opgelost worden door middel van een compensatiesysteem, dat extra buislengte toevoegt afhankelijk van de gekozen greep. Het eufonium kan met drie of vier ventielen zijn uitgevoerd, al of niet met compensatie. Bij vier ventielen dient de combinatie van het derde ventiel met het eerste vervangen te worden door het vierde ventiel. Er zijn meestal ook stemmingsproblemen bij de hoge noten, die veelal te hoog zijn. Bij dit soort problemen wordt er een eenvoudig mechanisch systeem op het instrument geplaatst om de stembuis uit te trekken als de speler een knop indrukt. Deze zogenaamde trigger wordt door meeste fabrikanten op elk nieuw instrument geplaatst, of anders op aanvraag.

## Eufoniumspelers
Bekende eufoniumspelers met een eigen artikel op de Nederlandstalige Wikipedia zijn:
- Arie den Arend
- Guy Audenaert
- Antonín Borovička
- Fried Dobbelstein
- Roger Eno
- Bienze IJlstra
- Rich Matteson
- Steven Mead
- Johan de Meij

- James Morrison
- Nils E. Nikolaisen
- Acton Eric Ostling
- Anne Posthumus
- Guido De Ranter
- William Santelmann
- Roland Forrest Seitz
- John Slatter

- Fortunato Sordillo
- Akira Toda
- Nick Vandendriessche
- Rieks van der Velde
- Joseph Vézina
- Alfred Willering
- John Wilson

## Spelling en meervoud
In het Nederlands wordt eufonia gespeld met een f, maar de internationaal gangbare vorm euphonium komt vaak voor. Het officiële meervoud van eufonium is eufonia, zowel in Van Dale Groot Woordenboek van de Nederlandse Taal als in het Groene Boekje. Het meervoud euphoniums wordt echter veel gebruikt.